# アール・ボイキンス
アール・ボイキンス（Earl Boykins）ことアール・アントワン・ボイキンス（Earl Antoine Boykins, 1976年6月2日 - ）はアメリカ合衆国の元バスケットボール選手。オハイオ州クリーブランド出身。ポジションはポイントガード。165cm、60kg。NBA史上でマグシー・ボーグスに次いで2番目に低い選手であった。

## 経歴
大学はイースタンミシガン大学でプレイ。4年生の時には27.5得点5.1アシストの成績で、オールアメリカンチームの候補に挙げられた
。NBAドラフトでは指名を受けず、CBAのロックフォード・ライトニングでプレイした後、1999年1月21日にニュージャージー・ネッツと10日間契約を結び、NBA入りを果たす。ネッツでは5ゲームだけプレイした後、続いてクリーブランド・キャバリアーズと契約。その後も短期契約を繰り返しながらオーランド・マジック、再びキャバリアーズ、ロサンゼルス・クリッパーズを渡り歩いた。2001-2002シーズンのクリッパーズ時代はようやくシーズン通して一つのチームに腰を落ち着けることができたが、1試合平均出場時間は僅か11分だった。
いずれのチームでも出場時間が極短い時間に限られていた理由は、ボイキンスの165cmというNBA選手としては極めて小柄な身体に他ならず、ディフェンス時には常にミスマッチを強いられるという致命的な欠点を嫌い、どのチームでもボイキンスを積極的に使おうとはしなかった。キャバリアーズ時代には彼よりも身長の低い客には割引をするというサービスもあり、衆目の視線は彼の身長にしか注がれず、彼の非凡な得点能力に注目が集まるのには時間が掛かった。
2002－2003シーズン、ボイキンスはゴールデンステート・ウォリアーズにてようやくチャンスを掴んだ。1試合平均で20分近くの時間を貰えるようになり、8.8得点3.3アシストのアベレージを残す。このシーズン終了後にはその得点力を買われ、デンバー・ナゲッツと5年間で1370万ドルの長期契約を結ぶことに成功した。
ナゲッツではシックスマンとして活躍。2004年11月11日のデトロイト・ピストンズ戦では32得点をあげ、NBA史上1試合で30得点以上とった最も低い選手となった。2005年1月8日のシアトル・スーパーソニックス戦では延長の5分だけで15得点あげ、これは当時のNBA記録であった。2006年12月19日、ナゲッツは大物選手であるアレン・アイバーソンを獲得。これに伴ってボイキンスはジュリアス・ホッジと共にスティーブ・ブレイクとの交換でミルウォーキー・バックスに放出されることになった。ボイキンスはトレードに出されるまでの10試合を、彼と同じく小柄な選手の代表格であるアイバーソンと共にプレイしたが、2人は効果的なコンビプレイを見せ、ボイキンスはこの10試合中8試合で20得点以上をあげていた。そして1月10日のサンアントニオ・スパーズ戦を最後に、4シーズンプレイしてきたチームを去った。
チーム成績が低迷しているバックスでは得点力を期待され出場時間はさらにアップ、先発に起用される機会も増えた。移籍後2試合目ではさっそく30得点をあげ、1月27日のサクラメント・キングス戦ではキャリアハイとなる36得点、4月6日のアトランタ・ホークス戦でも同じ36得点をあげた。
シーズン終了後、プレイヤーオプションを行使してFAとなったが、どのチームとも契約を結ぶことができないまま07-08シーズンは始まってしまい、半分が過ぎた2月にようやくシャーロット・ボブキャッツとの契約に成功した。
2008-09シーズンは、イタリアセリエAのヴィルトゥス・ボローニャにイタリアリーグ史上最高額の契約で入団。１シーズンプレーした
。
2009年11月11日、ワシントン・ウィザーズと契約した。
2010年8月19日、ミルウォーキー・バックスと1年契約を結んだ。
2012年3月26日、ヒューストン・ロケッツと契約を結んだ。

## NBA個人成績

### レギュラーシーズン
| シーズン | チーム                           | GP  | GS | MPG  | FG%  | 3P%  | FT%  | RPG | APG | SPG | BPG | PPG  |
| -------- | -------------------------------- | --- | -- | ---- | ---- | ---- | ---- | --- | --- | --- | --- | ---- |
| 1998–99  | ニュージャージー・ネッツ         | 5   | 0  | 10.2 | .476 | .200 | .000 | .8  | 1.2 | .2  | .0  | 4.2  |
| 1998–99  | クリーブランド・キャバリアーズ   | 17  | 0  | 10.0 | .345 | .154 | .667 | .8  | 1.6 | .3  | .0  | 2.6  |
| 1999–00  | オーランド・マジック             | 1   | 0  | 8.0  | .750 | .000 | .000 | 1.0 | 3.0 | .0  | .0  | 6.0  |
| 1999–00  | クリーブランド・キャバリアーズ   | 25  | 0  | 10.1 | .473 | .400 | .783 | 1.0 | 1.8 | .5  | .0  | 5.3  |
| 2000–01  | ロサンゼルス・クリッパーズ       | 10  | 0  | 14.9 | .397 | .125 | .824 | 1.1 | 3.2 | .5  | .0  | 6.5  |
| 2001–02  | ロサンゼルス・クリッパーズ       | 68  | 2  | 11.2 | .400 | .310 | .770 | .8  | 2.1 | .3  | .0  | 4.1  |
| 2002–03  | ゴールデンステート・ウォリアーズ | 68  | 0  | 19.4 | .429 | .377 | .865 | 1.3 | 3.3 | .6  | .1  | 8.8  |
| 2003–04  | デンバー・ナゲッツ               | 82  | 3  | 22.5 | .419 | .322 | .877 | 1.7 | 3.6 | .6  | .0  | 10.2 |
| 2004–05  | デンバー・ナゲッツ               | 82  | 5  | 26.4 | .413 | .337 | .921 | 1.7 | 4.5 | 1.0 | .1  | 12.4 |
| 2005–06  | デンバー・ナゲッツ               | 60  | 0  | 25.7 | .410 | .346 | .874 | 1.4 | 3.8 | .8  | .1  | 12.6 |
| 2006–07  | デンバー・ナゲッツ               | 31  | 4  | 28.3 | .413 | .373 | .908 | 2.0 | 4.3 | .8  | .1  | 15.2 |
| 2006–07  | ミルウォーキー・バックス         | 35  | 19 | 33.0 | .427 | .419 | .886 | 2.2 | 4.5 | .9  | .0  | 14.0 |
| 2007–08  | シャーロット・ボブキャッツ       | 36  | 0  | 16.0 | .355 | .318 | .831 | .9  | 2.7 | .4  | .0  | 5.1  |
| 2009–10  | ワシントン・ウィザーズ           | 67  | 1  | 16.7 | .427 | .317 | .865 | 1.1 | 2.6 | .4  | .0  | 6.6  |
| 2010–11  | ミルウォーキー・バックス         | 57  | 0  | 15.1 | .443 | .380 | .841 | 1.0 | 2.5 | .7  | .1  | 7.2  |
| 2011–12  | ヒューストン・ロケッツ           | 8   | 0  | 13.9 | .333 | .222 | .867 | 1.4 | 2.1 | .1  | .0  | 4.9  |
| Career   | Career                           | 652 | 34 | 19.9 | .417 | .348 | .876 | 1.3 | 3.2 | .6  | .1  | 8.9  |

### プレーオフ
| シーズン | チーム             | GP | GS | MPG  | FG%  | 3P%  | FT%  | RPG | APG | SPG | BPG | PPG  |
| -------- | ------------------ | -- | -- | ---- | ---- | ---- | ---- | --- | --- | --- | --- | ---- |
| 2004     | デンバー・ナゲッツ | 5  | 0  | 24.2 | .444 | .357 | .857 | 2.4 | 3.8 | 1.0 | .2  | 13.4 |
| 2005     | デンバー・ナゲッツ | 5  | 1  | 30.4 | .397 | .000 | .895 | 1.0 | 3.8 | .8  | .2  | 14.2 |
| 2006     | デンバー・ナゲッツ | 5  | 0  | 28.0 | .322 | .211 | .795 | 1.4 | 4.0 | .8  | .0  | 11.0 |
| Career   | Career             | 15 | 1  | 27.5 | .389 | .225 | .837 | 1.6 | 3.9 | .9  | .1  | 12.9 |